# Сіньга
Сіньга́ (рос. Синьга) — присілок у складі Юргінського району Тюменської області, Росія.
Населення — 235 осіб (2010, 279 у 2002).
Національний склад станом на 2002 рік:
- росіяни — 84 %